# Серена (жена Стилихона)
Серена (лат. Serena, ум. 408) — древнеримская аристократка, племянница римского императора Феодосия. Выйдя замуж за влиятельного полководца Стилихона, активно участвовала в политической жизни Западной Римской империи. Дочери Стилихона и Серены Мария и Ферманция были последовательно жёнами императора Гонория. После падения и казни Стилихона Серена была казнена (задушена) по повелению римского сената и Галлы Плацидии.

## Биография
Серена была дочерью Гонория, рано умершего брата императора, и Феодосий взял на воспитание её и её сестру Ферманцию (Терманцию). В 383 году (по другим данным, в 387 году) Серена вышла замуж за Стилихона, военачальника Феодосия, носившего титул дукса.
После кончины Феодосия Стилихон и Серена приобрели практически неограниченное влияние при дворе малолетнего императора Гонория. У Стилихона и Серены было трое детей: Мария (ум. ок. 407), Ферманция (ум. 415) и Евхерий (389—408). В 398 году Мария была выдана замуж за Гонория, но Серена (об этом сообщают историки Филосторгий и Зосима) устроила так, что в первые годы после свадьбы супружеских отношений между Гонорием и Марией фактически не было, так как считала свою дочь слишком юной. После смерти Марии Серена женила Гонория на мледшей своей дочери Ферманции.
Серена покровительствовала поэту Клавдиану и помогла ему жениться на богатой наследнице; Серена упоминается во многих поэмах Клавдиана, ей специально посвящена «Похвала Серене» (Laus Serenae) и несколько эпиграмм. По свидетельству Клавдиана, Серена активно участвовала в политической деятельности мужа.
Серена была ревностной христианкой: особенно большой резонанс среди современников вызвало её участие в разорении храма Реи в Риме; когда она сняла ожерелье со статуи богини, пожилая весталка прокляла Серену и её потомство. Серена также помогла святой Мелании Младшей и её супругу продать своё имущество (чему пытались помешать их родственники) и покинуть Рим.
После падения Стилихона, и казни его и Евхерия Серена также была казнена (задушена) по повелению римского сената и сестры императора Гонория Галлы Плацидии: её подозревали в том, что она собиралась отдать Рим варварам. Есть предположение, что подозрение в измене и казнь Серены могли быть связаны и с её участием в судьбе Мелании: именно те земли, которые Мелания продала, были вскоре заняты войском Алариха.